# Hugon III (hrabia Maine)
Hugon III (ur. ok. 960, zm. 1014) – hrabia Maine, najstarszy syn hrabiego Hugona II i jego nieznanej z imienia żony, która pochodziła prawdopodobnie z rodu hrabiów Vermandois.
Hrabią Maine został po śmierci ojca ok. 992 r. W przymierzu z hrabią Blois Odonem I toczył walki z królami Francji z rodu Kapetyngów - Hugonem Kapetem i Robertem II Pobożnym. Po stronie królów wystąpił potężny hrabia Andegawenii Fulko III Czarny. Pokonał on Hugona, który w 996 r. stał się wasalem Fulka. Hugon zmarł w 1014 r.
Nie znamy imienia jego żony. Wiadomo, że miał z nią dwóch synów:
- Hugon Doubleau
- Herbert I (ok. 985 – 15 lutego 1036), hrabia Maine.